# Apolysis thamnophila
Apolysis thamnophila är en tvåvingeart som beskrevs av Hesse 1975. Apolysis thamnophila ingår i släktet Apolysis och familjen svävflugor. Inga underarter finns listade i Catalogue of Life.